# Ада (река)
Вижте пояснителната страница за други значения на Ада.
Ада (на италиански: Adda) е река в Северна Италия (регион Ломбардия), ляв приток на По. Дължина 313 km, площ на водосборния басейн 7979 km².

## Географска характеристика

### Извор, течение, устие
Река Ада води началото си от изкуствено създаденото езеро Канкано, разположено на 1887 m н.в., в Ретийските Алпи в крайната североизточна част на региона Ломбардия. В горното си течение (до езерото Лаго ди Комо) протича в дълбоката и тясна трогова долина Валтелина, в началото на юг, после на югозапад, а преди вливането си в езерото – на запад между Ретийските Алпи на север и Бергамските Алпи на юг. При град Колико се влива в голямото дълго и тясно планинско езеро Лаго ди Комо. След 40 km, при град Леко изтича от югоизточния залив на езерото (разположено на 198 m н.в.) и пресича предпланинските хълмисти части на Ломбардските Предалпи. Западно от град Бергамо навлиза в северната част на обширната Паданска равнина, като до устието се тече в южна и югоизточна посока. В този участък Ада е типична равнинна река с широка и плитка долина, в която силно меандрира. Тук, по цялото си протежение коритото ѝ е оградено с водозащитни диги. Влива се отляво в река По, на 36 m н.в., на 9 km западно от град Кремона.

### Водосборен басейн, притоци
Водосборният басейн на Ада обхваща площ от 7979 km², което представлява 11,24% от водосборния басейн на река По. На запад водосборният басейн на Ада граничи с водосборните басейни на реките Ламбро и Тичино (леви притоци на По), на север – с водосборните басейни на реките Рона (от басейна на Средиземно море) и Ин (десен приток на Дунав), а на изток – с водосборните басейни на реките Адидже (от басейна на Адриатическо море) и Ольо (ляв приток на По).
Основни притоци: леви – Брембо (74 km, 935 km²), Серио (124 km, 1256 km²); десни – Мера (50 km, влива се в езерото Лаго ди Комо).

### Хидроложки показатели
Река Ада има смесено снежно-дъждовно подхранване с ясно изразено пролетно пълноводие (в резултат от снеготопенето) и две вторични, по-слаби – лятно (от топенето на ледовете) и есенно (от дъждовете през този сезон). Среден годишен отток в устието около 250 m³/sec.

## Стопанско значение, селища
В горното течение по течението на реката са изградени няколко валки ВЕЦ-а. По време на пълноводие Тичино е плавателна за плиткогазещи съдове от устието до езеро Лаго Маджоре, като частично и успоредно на коритото ѝ са съоръжени плавателни канали. В долното течение от Ада се отклоняват няколко канала, в т.ч. канала Мартезана до град Милано. В долното течение част ог водите на Ада се използват за напояване.
По цялото си протежение долината ѝ е гъсто населена, като най-големите селища са градовете: Бормио, Сондало, Тирано, Тельо, Сондрио, Морбеньо, Колико, Беладжо, Леко, Калуско д'Ада, Трецо сул'Ада, Ваприо д'Ада, Касано д'Ада, Риволта д'Ада, Спино д'Ада, Лоди, Пицигетоне.

## Историческа справка
В миналото долното течение на Ада е служило за граница между Венецианската република и Миланското херцогство след Договора от Лоди от 1454 г.
По бреговете на Ада са водени няколко много важни битки:
- 10 май 1796 г. – Битката при Лоди, където Наполеон отблъсква австрийците и слага край на Миланското херцогство[2]
- 26 – 28 април 1799 г. (по стар стил) – По време на войната между Втората антифренска коалиция (Англия, Австрия, Русия и др.) и Франция, по време на Италианския поход на Суворов се провежда сражение между руско-австрийските войски, командвани от фелдмаршал Суворов (около 43 хил. души) и френските войски под командването отначало на генерал Шерер, а след това от генерал Жан Моро (около 28 хил. души). Възползвайки се от разтягането на фронта на френските войски, Суворов отлича тяхното внимание чрез действията на отряда на генерал Багратион, който на 26 април завзема град Леко на десния фланг, след което съюзниците на 27 април форсират реката в центъра на френските позиции и в двудневни боеве нанасят тежко поражение на противника. Французите загубват около 2,5 хил. убити и ранени и 5 хил. пленници, а съюзниците – около 2,5 хил. души. Победата при река Ада спомага за по-нататъшните успехи на съюзниците в Италия[1].